# زلاتکو کرانچار
زلاتکو کرانچار (به کروات: Zlatko Kranjčar) (زاده ۱۵ نوامبر ۱۹۵۶ در زاگرب – درگذشته ۱ مارس ۲۰۲۱ در زاگرب) بازیکن و سرمربی پیشین فوتبال اهل کرواسی بود. او پدر نیکو کرانچار نیز می‌باشد.
کرانچار سابقه مربیگری تیم ملی کرواسی، تیم‌های فوتبال پرسپولیس و سپاهان وتیم ملی امید ایران را در کارنامه داشت.

## مربیگری در ایران

### پرسپولیس تهران
کرانچار در ۳۰ تیر ماه ۱۳۸۸ به‌عنوان سرمربی باشگاه فوتبال پرسپولیس انتخاب گردید. در ۷ دی ۱۳۸۸ کرانچار در حالی‌که تیم او پس از گذشت ۲۱ هفته در ردهٔ سوم جدول قرار داشت، از سرمربیگری پرسپولیس برکنار شد و علی دایی به‌عنوان جانشین وی در سمت سرمربیگری پرسپولیس انتخاب شد. توافق‌نامه فسخ قرارداد کرانچار با پرسپولیس در ۹ دی ۱۳۸۸ با حضور وی در باشگاه پرسپولیس امضا شد.

### سپاهان اصفهان
او در ۶ آبان ۱۳۹۰ به‌عنوان سرمربی باشگاه فوتبال سپاهان اصفهان انتخاب شد.
وی موفق شد تیم فوتبال سپاهان را در لیگ برتر ۹۱–۱۳۹۰ برای سومین بار پیاپی و جام حذفی ۹۲–۱۳۹۱ به مقام قهرمانی برساند.
کرانچار در ۱۷ شهریور ۱۳۹۳ از هدایت تیم سپاهان استعفا داد.
او در ۲۹ اسفند ۱۳۹۵ برای دومین بار به‌عنوان سرمربی سپاهان انتخاب شد. وی در ۳۰ دی ۱۳۹۶ با توافقی دوطرفه از سپاهان جدا شد.
کرانچار در مجموع ۱۶۸ بازی رسمی هدایت تیم‌های سپاهان و پرسپولیس را بر عهده داشته است. او ۱۴۷ بار روی نیمکت سپاهان و ۲۱ بار روی نیمکت پرسپولیس نشسته است.

### تیم ملی فوتبال امید
او در تاریخ ۹ اردیبهشت ۱۳۹۷ توسط حمید استیلی مدیر تیم ملی فوتبال امید، به‌عنوان سرمربی تیم ملی فوتبال امید ایران تا سال ۲۰۲۰ انتخاب گردید. اما در ۱۵ اردیبهشت ۱۳۹۸ با اعلام مهدی تاج رئیس فدراسیون فوتبال ایران کرانچار از سمت سرمربیگری تیم ملی امید ایران برکنار شد.

## پیشینه

### بازیکن
کرانچار فوتبال را از ۷ سالگی آغاز کرد و در سن ۱۱ سالگی به تیم پایه دینامو زاگرب و در ۱۷ سالگی به تیم اصلی دینامو زاگرب پیوست. او در خلال سال‌های ۱۹۶۶ تا سال ۱۹۸۳ در ۵۵۶ بازی برای این تیم بازی کرد و توانست ۹۸ گل برای این تیم به ثمر برساند.
وی همچنین سابقهٔ بازی در تیم‌های راپیدوین و سنت پولتن را نیز دارد و به همراه راپیدوین به مقام نایب قهرمانی جام برندگان جام اروپا در سال ۱۹۸۵ نیز رسید.
کرانچار یکی از بازیکنانی بود که پس از فروپاشی و تجزیه یوگسلاوی و تشکیل کشور کرواسی در نخستین بازی تیم ملی فوتبال این کشور برابر آمریکا در ۱۷ اکتبر ۱۹۹۰ به میدان رفت و نخستین کاپیتان تاریخ تیم ملی فوتبال کرواسی به‌شمار می‌آید.

### مربی
کرانچار پس از خداحافظی از بازیکنی فوتبال، پای به دنیای مربیگری فوتبال نیز گذاشت. او سال ۱۹۹۱ به جرگهٔ مربی‌گری وارد شد و مربی‌گری را از یک تیم باشگاهی اتریشی آغاز کرد. وی سابقهٔ مربی‌گری در تیم‌های زیادی از جمله دینامو زاگرب را دارد.
او هم‌چنین مربی تیم‌های ملی فوتبال کرواسی و مونته‌نگرو نیز بوده است. وی موفق به راه‌یابی تیم ملی کرواسی به عنوان تیم اول و بالاتر از سوئد، بلغارستان و بدون باخت از گروه ۸ به جام جهانی ۲۰۰۶ صعود کرد و در جام جهانی ۲۰۰۶ سکان هدایت این تیم را در دست داشت.

## درگذشت
وی در تاریخ ۱ مارس ۲۰۲۱ به دلیل مشکلات کبدی درگذشت.
تومیسلاو ایوکوویچ که دوستی نزدیکی با کرانچار داشته، در گفتگو با راپورت دربارهٔ مرگ او این‌طور توضیح داده: «می‌دانستم که حالش خوب نیست. اما فکر می‌کردم از این وضعیت نجات پیدا خواهد کرد. اما متأسفانه در بیمارستان باکتری کشنده «استافیلوکوک اورئوس مقاوم به متی‌سیلین» باعث مرگ او شد.» بنا بر ادعای مطالعه مرکز بهداشت ایالتی تگزاس، ابتلا به عفونت‌های این باکتری در فوتبالیست‌ها ۱۶ برابر افراد عادی است.

## افتخارات
بازیکن
دینامو زاگرب
- لیگ اول یوگسلاوی (۱): ۸۲–۱۹۸۱
- جام یوگسلاوی (۲): ۱۹۸۰، ۱۹۸۳

راپیدوین

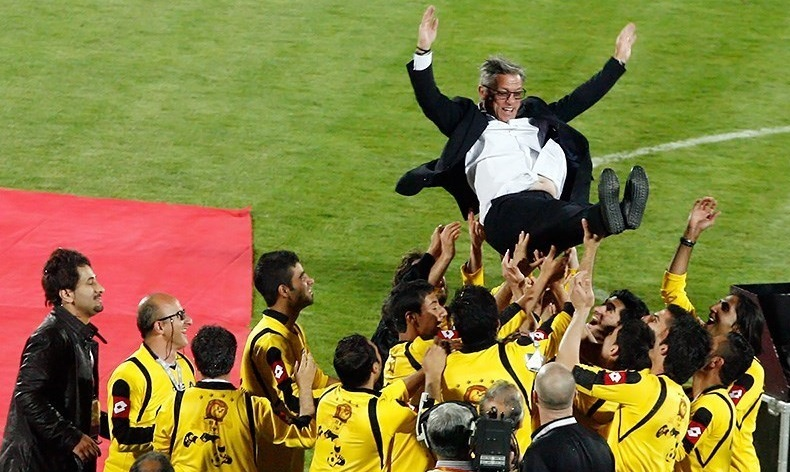
کرانچار بعد از قهرمانی سپاهان در جام حذفی ۱۳–۲۰۱۲

- بوندس‌لیگا اتریش (۲): ۸۷–۱۹۸۶، ۸۸–۱۹۸۷

مربی
دینامو زاگرب
- لیگ برتر کرواسی (۱): ۹۶–۱۹۹۵
- جام کرواسی (۲): ۱۹۹۴، ۱۹۹۶

زاگرب
- لیگ برتر کرواسی (۱): ۰۲–۲۰۰۱

سپاهان
- لیگ برتر ایران (۱): ۱۲–۲۰۱۱
- جام حذفی ایران (۱): ۱۳–۲۰۱۲

## آمار مربیگری
تا تاریخ ۲۱ ژانویه ۲۰۱۹
| تیم                         | از            | تا            | آمار | آمار | آمار  | آمار | آمار  | آمار    | آمار    | آمار |
| تیم                         | از            | تا            | بازی | برد  | مساوی | باخت | گل‌زده | گل‌خورده | تفاضل‌گل | ٪برد |
| --------------------------- | ------------- | ------------- | ---- | ---- | ----- | ---- | ----- | ------- | ------- | ---- |
| باشگاه فوتبال سجستا         | ژوئیه ۱۹۹۲    | مه ۱۹۹۴       | ۶۴   | ۲۲   | ۱۵    | ۲۷   | ۷۹    | ۸۸      | —       | ۰۳۴  |
| باشگاه فوتبال دینامو زاگرب  | ۲۷ اکتبر ۱۹۹۴ | ۵ ژوئن ۱۹۹۶   | ۷۰   | ۴۸   | ۱۲    | ۱۰   | ۱۷۰   | ۵۹      | —       | ۰۶۹  |
| Samobor                     | مه ۱۹۹۷       | ژانویه ۱۹۹۸   | ۱۰   | ۹    | ۱     | ۰    | ۲۶    | ۸       | —       | ۰۹۰  |
| Croatia Zagreb              | ۱۶ فوریه ۱۹۹۸ | ۲۴ اکتبر ۱۹۹۸ | ۳۵   | ۲۳   | ۷     | ۵    | ۷۳    | ۳۱      | —       | ۰۶۶  |
| باشگاه فوتبال المصری        | فوریه ۱۹۹۹    | اوت ۲۰۰۰      | ۳۰   | ۲۰   | ۵     | ۵    | ۴۴    | ۱۰      | —       | ۰۶۷  |
| Marsonia                    | نوامبر ۲۰۰۰   | مارس ۲۰۰۱     | ۹    | ۳    | ۲     | ۴    | ۱۷    | ۱۸      | —       | ۰۳۳  |
| باشگاه فوتبال زاگرب         | آوریل ۲۰۰۱    | مه ۲۰۰۲       | ۴۱   | ۲۱   | ۹     | ۱۱   | ۸۳    | ۴۹      | —       | ۰۵۱  |
| باشگاه فوتبال رییکا         | ژوئن ۲۰۰۲     | دسامبر ۲۰۰۲   | ۲۲   | ۵    | ۳     | ۱۴   | ۲۳    | ۳۳      | —       | ۰۲۳  |
| Zagreb                      | ژوئن ۲۰۰۳     | فوریه ۲۰۰۴    | ۱۲   | ۳    | ۳     | ۶    | ۱۱    | ۱۵      | —       | ۰۲۵  |
| تیم ملی فوتبال کرواسی       | ژوئیه ۲۰۰۴    | اوت ۲۰۰۶      | ۲۵   | ۱۱   | ۸     | ۶    | ۲۹    | ۱۵      | —       | ۰۴۴  |
| باشگاه فوتبال پرسپولیس      | ژوئیه ۲۰۰۹    | دسامبر ۲۰۰۹   | ۲۱   | ۸    | ۹     | ۴    | ۳۱    | ۲۴      | —       | ۰۳۸  |
| تیم ملی فوتبال مونته‌نگرو    | فوریه ۲۰۱۰    | سپتامبر ۲۰۱۱  | ۱۲   | ۶    | ۲     | ۴    | ۱۴    | ۱۱      | —       | ۰۵۰  |
| باشگاه فوتبال سپاهان اصفهان | اکتبر ۲۰۱۱    | سپتامبر ۲۰۱۴  | ۱۲۰  | ۶۲   | ۳۴    | ۲۴   | ۱۸۱   | ۱۰۸     | —       | ۰۵۲  |
| باشگاه ورزشی الاهلی قطر     | فوریه ۲۰۱۵    | فوریه ۲۰۱۶    | ۳۶   | ۱۷   | ۱۱    | ۸    | ۵۵    | ۳۷      | —       | ۰۴۷  |
| باشگاه فوتبال دینامو زاگرب  | ژوئیه ۲۰۱۶    | سپتامبر ۲۰۱۶  | ۱۶   | ۱۱   | ۲     | ۳    | ۲۸    | ۱۸      | —       | ۰۶۹  |
| باشگاه فوتبال سپاهان اصفهان | مارس ۲۰۱۷     | ژانویه ۲۰۱۸   | ۲۷   | ۸    | ۹     | ۱۰   | ۳۰    | ۲۹      | —       | ۰۳۰  |
| تیم ملی فوتبال امید ایران   | آوریل ۲۰۱۸    | مه ۲۰۱۹       | ۱۸   | ۹    | ۳     | ۶    | ۳۰    | ۱۸      | —       | ۰۵۰  |
| مجموع                       | مجموع         | مجموع         | ۵۶۸  | ۲۸۶  | ۱۳۵   | ۱۴۷  | ۹۲۴   | ۵۷۱     | —       | ۰۵۰  |

منبع: hrnogomet.com